# Cerkiew Trójcy Przenajświętszej w Giżycku
Cerkiew Trójcy Przenajświętszej w Giżycku – cerkiew greckokatolicka w Giżycku, w województwie warmińsko-mazurskim. 
Mieści się przy ulicy Białostockiej. Jest to nowoczesna świątynia wybudowana w latach 1991-1995 według projektu architekta Jacka Mermona z Przemyśla. Świątynia posiada dwie kopuły i ikonostas wykonany w 1998.